# Carenat (astronàutica)

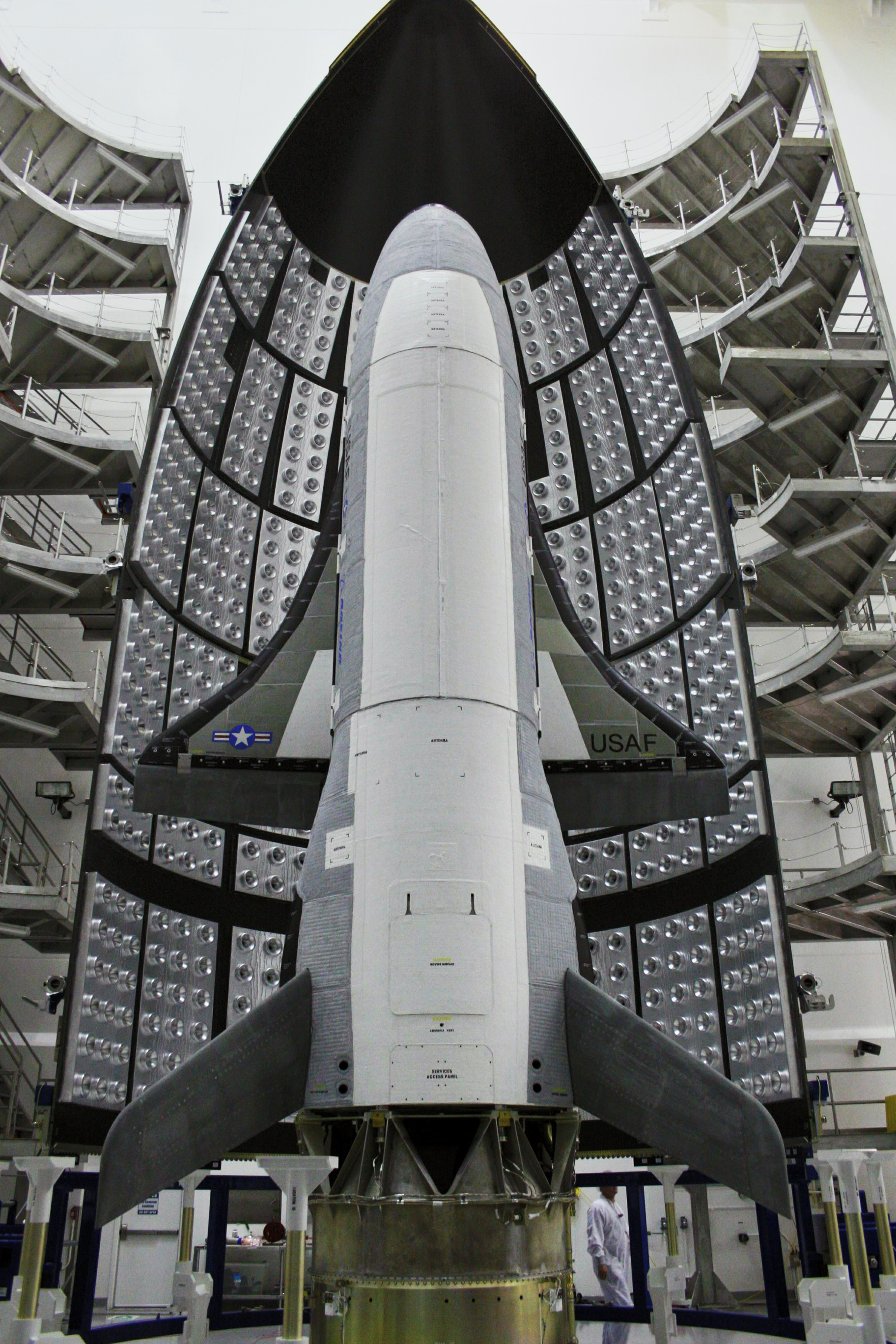
L'X-37B és col·locada al seu carenat de 5,4 m de diàmetre abans de ser llançada en un coet Atlas V.

El carenat és un dels components principals d'un vehicle de llançament. Serveix per protegir la càrrega útil de l'impacte contra l'atmosfera terrestre durant l'ascens (pressió aerodinàmica i escalfament aerodinàmic). Més recentment ha adquirit una nova funció: mantenir un espai de sala blanca per als instruments de precisió. El carenat se separa del coet una vegada ha sortit de l'atmosfera, exposant la càrrega útil. En aquest moment es poden observar xocs mecànics i un augment de l'acceleració.

## Galeria

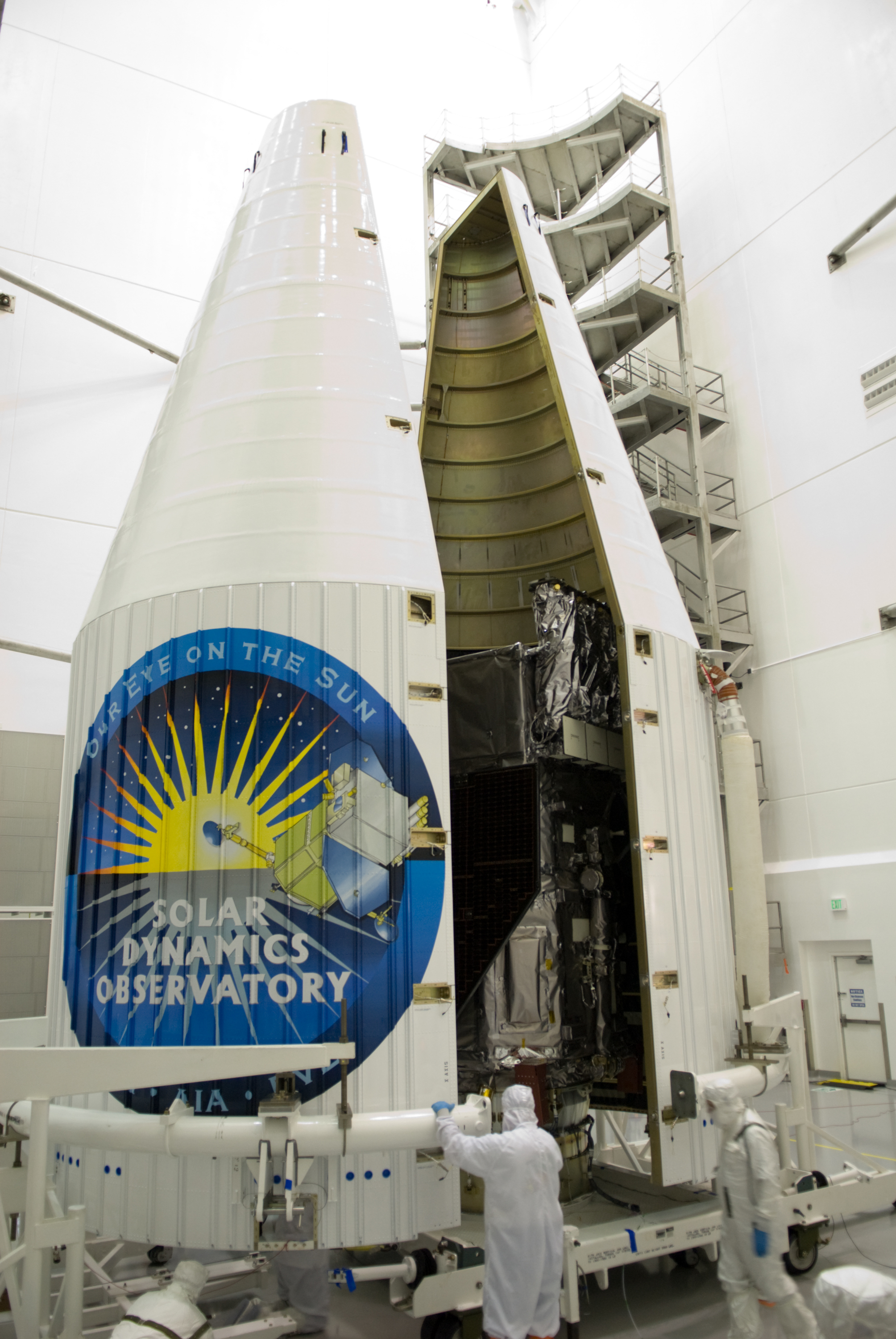
Una nau espacial sent encapsulada dins el seu carenat
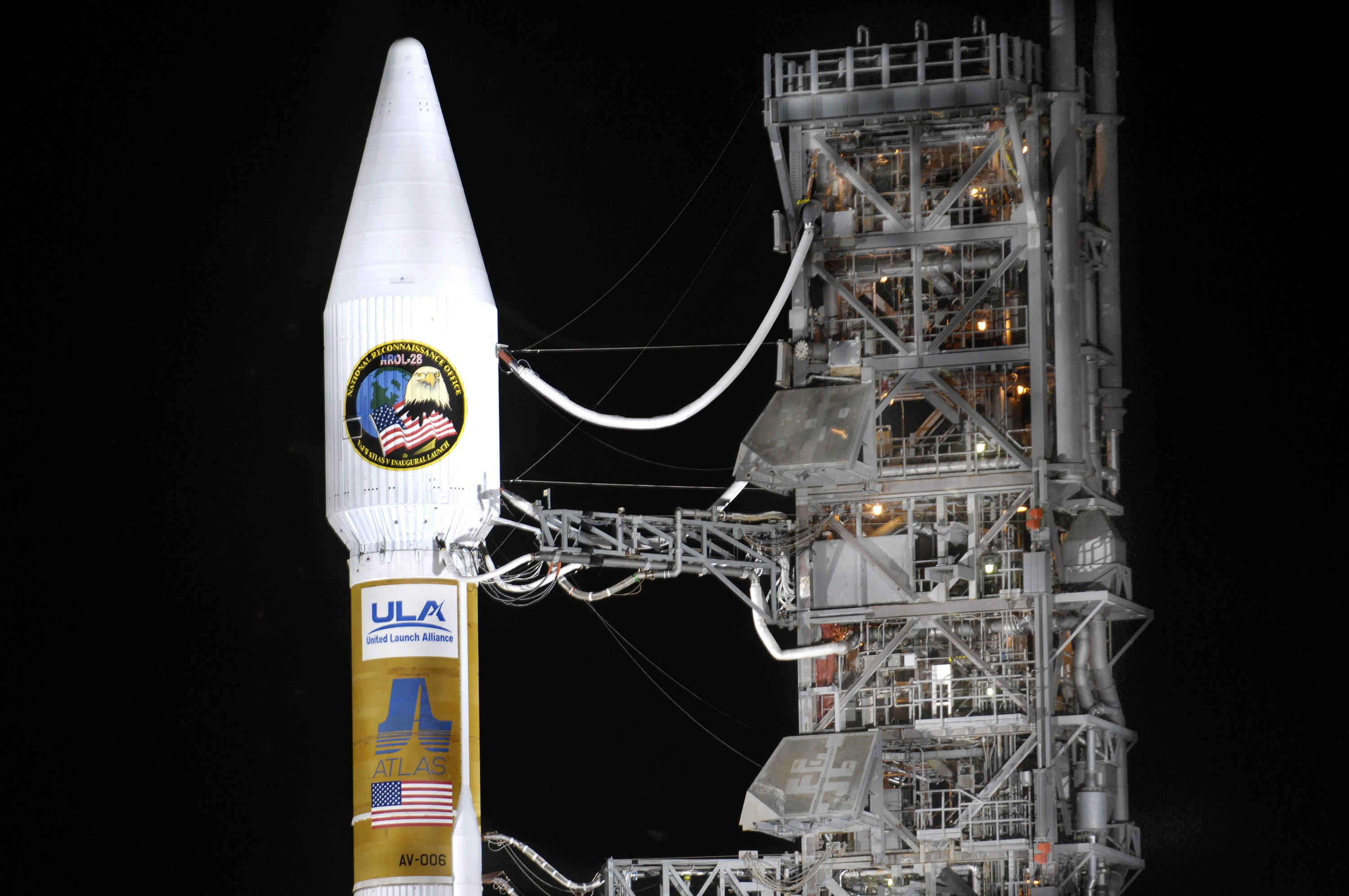
El carenat de l'Atlas 5 (preparat pel llançament)